# Lâu đài Jasenov
Lâu đài Jasenov (tiếng Slovakia: Jasenovský hrad) là tàn tích của một lâu đài tọa lạc trên một ngọn đồi có độ cao 392 mét so với mực nước biển, thuộc địa phận làng Jasenov, vùng Prešov, Slovakia. Ngày 24 tháng 4 năm 1963, lâu đài này được ghi danh vào Danh sách Di tích Trung ương theo quyết định của Bộ Văn hóa Cộng hòa Slovakia.

## Lịch sử
Lâu đài Jasenov có lẽ được gia tộc Račkaj xây dựng sau cuộc xâm lược của người Mông Cổ vào thế kỷ 13 nhằm bảo vệ con đường dẫn từ nam Slovakia đến Humenné và xa hơn về phía bắc. Trong giai đoạn 1312 - đầu thế kỷ 17, lâu đài thuộc sở hữu của gia tộc Druget. Năm 1644, lâu đài Jasenov bị quân đội của Juraj Rákoci chiếm đóng và bị hư hại nặng trong cuộc bao vây. Sau đó, lâu đài và ngôi làng trở thành tài sản của các gia tộc khác như gia tộc Čáki (vào thế kỷ 18) và gia tộc Andráš (vào thế kỷ 19).
Trong giai đoạn cuối thế kỷ 19 - đầu thế kỷ 20, các cơ quan quản lý di tích đã nỗ lực bảo tồn lâu đài. Nhờ đó, một số bức tường đổ nát của lâu đài vẫn còn tồn tại cho đến ngày nay. Tuy nhiên, Chiến tranh thế giới thứ nhất nổ ra đã cản trở các công tác bảo tồn công trình. Từ năm 2011, chính quyền Jasenov hợp tác với Hiệp hội Công dân Giải cứu Lâu đài Jasenov cùng tiến hành trùng tu lại và giải cứu lâu đài.